# Tralles (cráter)
Tralles es un cráter de impacto irregular, unido al borde noroeste del cráter mucho más grande Cleomedes, en la parte noreste de la Luna. En esta posición, visto desde la Tierra, el cráter aparece ovalado debido al escorzo, aunque es casi circular. A menos de un diámetro hacia el noroeste se localiza Debes.
Esta es un impacto de forma extraña, con un perímetro irregular. El interior escarpado tiene la apariencia de tres cráteres superpuestos, uno en el extremo sur, un segundo al noreste y un tercero al noroeste. También presenta varios pequeños cráteres situados dentro de la caótica superficie interior.

## Cráteres satélite

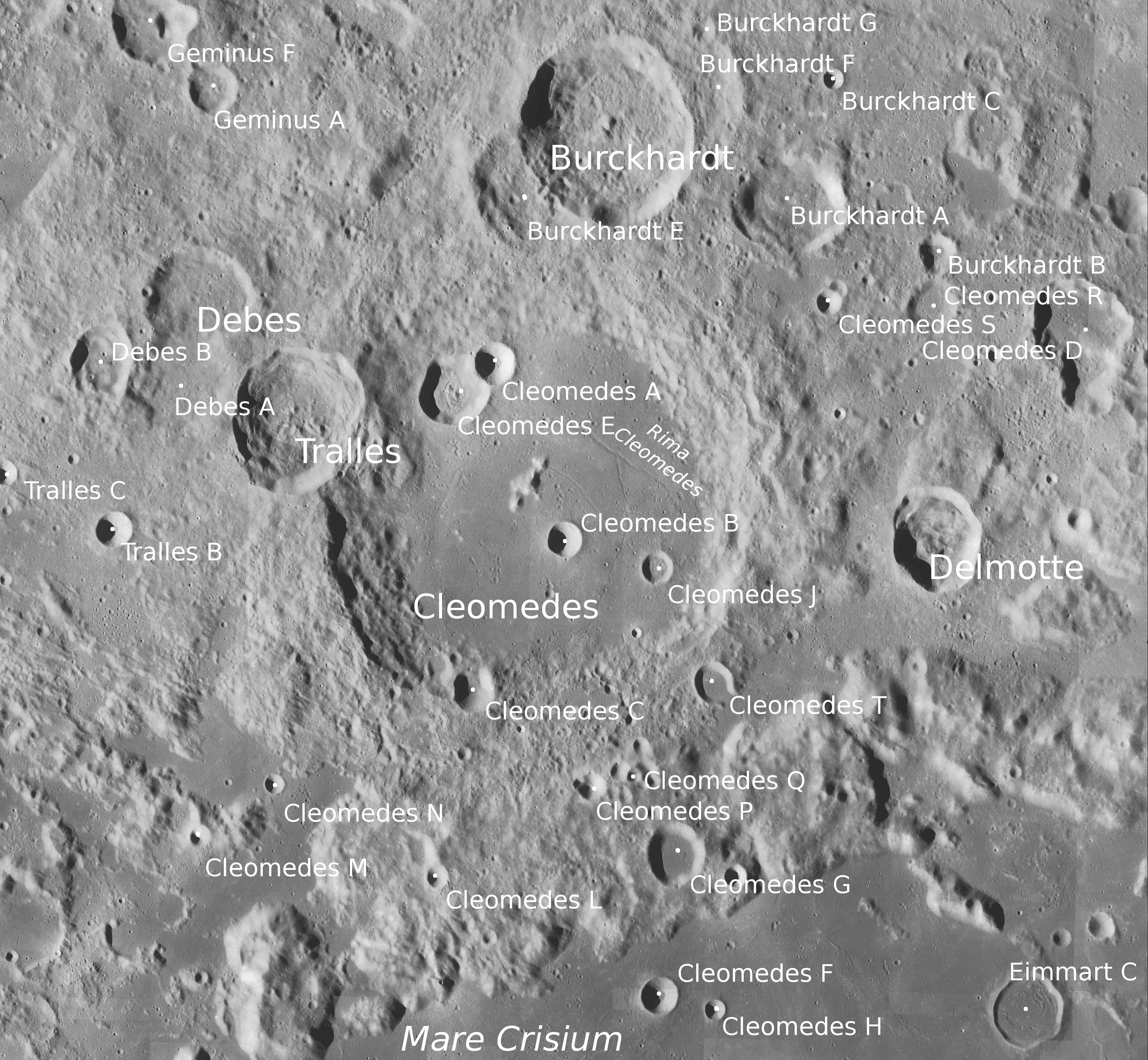
Fotografía de la misión LRO

Por convención estos elementos son identificados en los mapas lunares poniendo la letra en el lado del punto medio del cráter que está más cercano a Tralles.
|         | \| Tralles \| Coordenadas \| Diámetro \| \| ------- \| ---------------------------- \| -------- \| \| A \| 27°30′N 47°00′E / 27.5, 47.0 \| 18 km \| \| B \| 27°18′N 50°36′E / 27.3, 50.6 \| 11 km \| \| C \| 27°48′N 49°24′E / 27.8, 49.4 \| 7 km \| |          |
| Tralles | Coordenadas | Diámetro |
| A       | 27°30′N 47°00′E / 27.5, 47.0 | 18 km    |
| B       | 27°18′N 50°36′E / 27.3, 50.6 | 11 km    |
| C       | 27°48′N 49°24′E / 27.8, 49.4 | 7 km     |